# 웨젠
웨젠(Wezen, δ CMa)은 큰개자리 방향으로 지구에서 약 1,800광년 떨어져 있는 항성이다. 바이어 명명법으로는 큰개자리 델타로 표기한다. 겉보기 등급은 1.83으로 밤하늘에서 밝은 별의 반열에 들어가며 분광형 F8의 초거성이다. 1943년 이후 이 별은 다른 별의 분광형을 정하는 기준별 역할을 해 왔다.
웨젠은 아랍어로 '무거움'이라는 뜻의 '와즌'(وزن)에서 유래한 이름이다. 와즌은 비둘기자리 베타의 이름이기도 하다.

## 관측
웨젠은 큰개자리에서 시리우스, 아다라 다음으로 밝아 겉보기 등급은 1.83이다. 천구상에 시리우스로부터 남동쪽으로 10도 정도 내려간 곳에 있다. 산개성단 NGC 2354가 별의 동쪽으로 1.3도밖에 떨어지지 않은 곳에 있다. 큰개자리의 다른 별들과 함께 웨젠은 북반부에서는 겨울철에, 남반구에서는 여름철에 제일 잘 보인다. 요한 바이어의 저작 우라노메트리아에는 큰개의 뒷다리 부분에 해당하는 별로 나온다.

## 역사와 이름
서구권에서 전통적으로 내려오는 이름 웨젠은 중세 아랍어 وزن(와즌)에서 왔으며 '무거움'이라는 뜻이다. 이 명칭은 웨젠 말고도 센타우루스자리 베타(하다르)의 이름이기도 했다. 《Star Names》의 저자 리처드 앨런은 '(북반구) 지평선 위로 잘 떠오르지 않음'을 은유적으로 표현한 것이라고 해석했다.
동아시아 별자리에서는 정수에서 호시(弧矢, 활과 화살) 구성원 중 하나이다. 호시의 다른 구성원으로는 큰개자리 에타, HD 63032, HD 65456, 고물자리 오미크론, 고물자리 k, 큰개자리 엡실론, 큰개자리 카파, 고물자리 파이가 있다. 웨젠 자체를 가리키는 이름은 '호시에서 첫 번째 별'이라는 뜻의 '호시일'(弧矢一)이다.
아랍권 천문역서 《알 악사시 알 무아켓 달력》의 성표에서는 '탈리트 알-아데리'(تالت ألعذاري)로 수록되어 있으며 이는 라틴어로 Tertia Virginum(세 번째 처녀)으로 기록되어 있다. 이 책에는 웨젠과 아다라, 알루드라, 큰개자리 오미크론이 모여 '알-아데리'(ألعذاري, '처녀') 별자리를 만드는 것으로 나온다.